# Millicent Wiranto
Millicent Wiranto (* 29. Mai 1993 in Medan) ist eine indonesische Badmintonspielerin. 

## Karriere
Millicent Wiranto belegte bei den Swiss International 2012 und den Singapur International 2014 Rang zwei. Bei den Vietnam International 2013 und den Indonesia International 2013 wurde sie Dritte. 2014 siegte sie bei den Maribyrnong International. Des Weiteren startete sie unter anderem bei den Australia Open 2013, den New Zealand Open 2013, dem Malaysia Open Grand Prix Gold 2013, den Dutch Open 2013, den Bitburger Open 2013, den Vietnam Open 2013, dem Malaysia Open Grand Prix Gold 2014, den New Zealand Open 2014, der Australia Super Series 2014, den Chinese Taipei Open 2014, den Dutch Open 2014, den Vietnam Open 2014, der China Open Super Series 2014, den Macau Open 2014 und der Malaysia Super Series 2014.